# Campionat d'Europa de Triatló de 2018
El XXXIV Campionat d'Europa de Triatló es va celebrar a Glasgow (Escòcia) entre el 9 i l'11 d'agost de 2018 sota l'organització de la Unió Europea de Triatló (ETU) i la Federació Britànica de Triatló.

## Resultats

### Masculí
| Event   | Or                       | Or      | Plata                     | Plata   | Bronze                    | Bronze  |
| Triatló | Pierre le Corre · França | 1:47.17 | Fernando Alarza · Espanya | 1:47.28 | Marten van Riel · Bèlgica | 1:47.46 |

### Femení
| Event   | Or                     | Or      | Plata                       | Plata   | Bronze                       | Bronze  |
| Triatló | Nicola Spirig · Suïssa | 1:59.13 | Jess Learmonth · Anglaterra | 1:59.46 | Cassandre Beaugrand · França | 2:01.01 |